# Айдзукотэцу-кай
Айдзукотэцу-кай (яп. 会津小鉄会) — четвёртая по численности преступная группировка в японской мафии якудза. Число членов Айдзукотэцу-кай оценивается примерно в 7 000 человек. Она базируется в городе Киото. Её название состоит из нескольких японских слов: «Айдзу» — название одноимённой области в префектуре Фукусима, «котэцу» — тип японского меча, а суффикс «кай» означает сообщество.

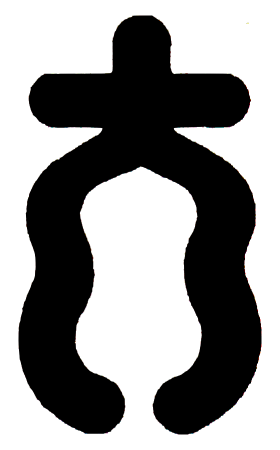

Не будучи отдельной автономной группировкой, Айдзукотэцу-кай представляет собой федерацию из около 100 различных киотских групп якудза, насчитывающую в общем числе около 7 000 членов.
В 1992 году Айдзукотэцу-кай стала одной из первых группировок якудза, пострадавших от принятого в Японии антимафиозного закона, дававшего полиции более широкие чем прежде полномочия в борьбе с якудза. Тогдашний босс Айдзукотэцу-кай Токутаро Такаяма начал публичную кампанию против новых законов, оспаривая в судебных органах соответствие их Конституции Японии. В сентябре 1995 года Киотский районный суд отклонил иск.
В октябре 2005 года группировка вступила в альянс с Ямагути-гуми, крупнейшим в Японии кланом якудза.